# Natalja Jewgenjewna Gorbanewskaja

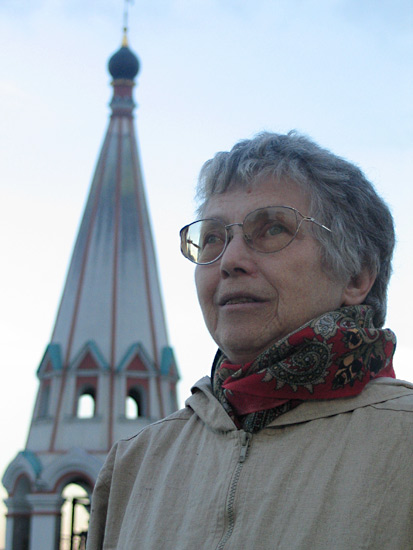
Natalja Gorbanewskaja,
19. September 2005

Natalja Jewgenjewna Gorbanewskaja (russisch Наталья Евгеньевна Горбаневская; * 26. Mai 1936 in Moskau; † 29. November 2013 in Paris) war eine russische Dichterin, Übersetzerin, Menschenrechtlerin und Mitglied der russischen Dissidentenbewegung.

## Leben
Natalja Jewgenjewna Gorbanewskaja absolvierte ein Studium an der Leningrader Universität in der Fachrichtung „technischer Redakteur und Übersetzer“. Danach war sie in Moskau als Bibliothekarin und Übersetzerin tätig und gründete die geheime Samisdat-Zeitschrift Chronik der laufenden Ereignisse (russisch Хроника текущих событий).
Am 25. August 1968 nahm sie auf dem Roten Platz am Lobnoje mjesto an der Protestkundgebung gegen die Unterdrückung des Prager Frühlings teil.
„Die ganze Nation ohne mich ist nicht das ganze Volk“ schrieb sie bezugnehmend auf die Behauptung des Regimes, die Intervention sei „vom Volk genehmigt“.
Am 24. Dezember 1969 wurde sie festgenommen und mit der Diagnose „träge anwachsende Schizophrenie“ in das Serbski-Wissenschaftszentrum für Sozial- und Gerichtspsychiatrie eingeliefert. Bis 22. Februar 1972 wurde sie dort zwangsweise behandelt. Noch vor ihrer zwangsweisen Behandlung beschrieb Gorbanewskaja den Missbrauch der Psychiatrie zur Verfolgung der Dissidenten im Artikel Kostenlose medizinische Hilfe (russisch Бесплатная медицинская помощь), der 1971 im Selbstverlag (Samisdat) erschien. Die amerikanische Sängerin Joan Baez widmete ihr 1973 das Lied Natalia mit dem Text von Shusha Guppy.
Am 17. Dezember 1975 kam Gorbanewskaja nach Paris. Sie war in der Redaktion der russischsprachigen Zeitschrift Kontinent und der Zeitung Russkaja Mys’l beschäftigt. Seit 1999 war sie Mitglied des Kollegiums der Warschauer Zeitschrift Neues Polen (russ. Новая Польша). 2005 wurde ihr das polnische Staatsbürgerrecht zuerkannt.
Am 28. Oktober 2008 wurde sie mit der Ehrendoktorwürde der Maria-Curie-Skłodowska-Universität Lublin ausgezeichnet.
Von 2006 bis 2013 war sie die Vorsitzende des Mitteleuropäischen Literaturpreises Angelus.
In August 2013 nahm Gorbanewskaja an einer Demonstration in Moskau teil, welche den 45. Jahrestag der Invasion der Tschechoslowakei erinnerte. Die Demonstration wurde ebenso rasch aufgelöst wie jene in der Sowjetunion, fast alle Teilnehmer, nicht aber Gorbanewskaja, wurden von der Polizei abgeführt. Nach internationalen Protesten, vor allem aus der ehemaligen Tschechoslowakei, wurden sie frei gelassen.
Gorbanewskajas Werke, Übersetzungen und Korrespondenzen ab 1978 werden im Archiv der Forschungsstelle Osteuropa an der Universität Bremen aufbewahrt.